# Катеринославський похід
Катеринославський («Зимовий») похід  (27 листопада 1918 року — 2 січня 1919 року) — похід добровольчих частин з Катеринослава в Крим для з'єднання з Добровольчою армією генерала Антона Денікіна, що розташовувалась у Криму. У поході взяли участь війська 8-го корпусу Гетьманської армії (колишньої 34-ї піхотної дивізії) під командуванням генерала Гната Васильченка, а також офіцерська добровольча дружина, підпільно сформована Катеринославським добровільним центром. Загальна чисельність учасників походу склала понад 1050 осіб.
Катеринославський похід за своїм характером має багато спільного з Дроздовським походом весни 1918 року і Старобільським походом того ж часу.

## Початок походу
Після падіння влади гетьмана Павла Скоропадського 8-й гетьманський корпус відмовився переходити під управління армії УНР («петлюрівцям») та зберіг власну бойову дисципліну, набувши ознак добровольчого формування. 23 листопада 1918 року добровольці відбили атаку петлюрівців на Катеринослав. Водночас у місті були великі ризики оточення, тож керівництво корпусу вирішило передислокуватися у Крим, щоб з'єднатися з армією Денікіна.
В ніч з 27 на 28 листопада 1918 року загін виступив з Катеринослава у південному напрямку. Похід очолили командир 8-го гетьманського корпусу генерал-майор Г. М. Васильченко, начальник штабу полковник І. Г. Коновалов, офіцери штабу генерал П. Г. Кислий, В. Н. Боженко.

## Склад загону, який брав участь в Катеринославському поході
Добровольчий загін загалом складався з понад тисячі осіб. Здебільшого це були офіцери. Ядро загону — 43-й і 44-й піхотні полки (300—400 осіб). Також у складі загону була Катеринославська добровольча дружина (близько 250 осіб) на чолі з генерал-майорами Баташевим, Діденком і полковником Долженком. До складу загону входили члени 7-го кінного Новоросійського полку, на чолі з полковником Гусєвим (близько 150—170 осіб). З остащення були у наявності: чотири броньовики, артилерія, радіостанція, інженерне спорядження та лазарет.

## Похід
За 34 доби загін з боями пройшов понад 500 верст. Осіння багнюка та брак пального змусили позбутися частини бронетехніки ще на початку походу. Щоб уникнути зіткнень з махновськими і петлюрівським ивійськами, загін пішов не прямо на Ростов-на-Дону, до місць розташування основних сил Добровольчої армії, а правим берегом Дніпра в напрямку Перекопа. Прориваючи оточення, загін все ж змушений був прийняти бій з петлюрівцями 29 листопада біля німецької колонії Нейенбург.
10 грудня також відбулися кровопролитні бої з махновцями в районі Мар'янської та Нововоронцовки, а 11 грудня — поблизу Дутчина. 13 грудня біля Берславля відбувся бій з формуваннями самопроголошеного «Отамана повстанських військ Херсонщини, Запоріжжя і Таврії» Никифора Олександровича Григор'єва (підтримував петлюрівський рух) за контроль над переправою через Дніпро. У бою був поранений один з керівників Катеринославського походу генерал П. Г. Кислий. Але білогвардійці у цьому бою перемогли.
В останніх числах грудня 1918 року Катеринославський загін, втративши за час боїв частину особового складу, таки прибув у Перекоп. На початку січня 1919 року катеринославських добровольців переправили у Джанкой, а далі — у Сімферополь.

## Підсумки Катеринославського походу
На базі загону, що дістався з Катеринослава до Криму, командування Добровольчої армії надалі сформувало 4-ту піхотну дивізію генерала Корвін-Круковського, 34-ту артилерійську бригаду і Новоросійський кінний полк. Штаб генерала Васильченка увійшов до складу штабу Кримсько-Азовської армії генерала Боровського. 6 червня 1920 року у пам'ять про похід було засновано нагородну відзнаку.